# Tefota
Tefota ist eine winzige Riffinsel im südlichsten Riffsaum des Atolls Funafuti, Tuvalu.

## Geographie
Die Insel liegt an einem Wendepunkt des Riffsaums. Sie ist nur durch schmale Kanäle von Telele im Westen und von Funafala im Norden getrennt.